# Pseudosuchia
Pseudosuchia („nepraví krokodýli“) je evolučně významný klad archosaurních plazů. Zjednodušeně je možné tuto rozsáhlou skupinu plazů definovat jako krokodýly a všechny jejich vyhynulé příbuzné. Společným tělesným znakem této jinak vývojově i anatomicky pokročilé skupiny plazů byla ektotermie, tedy v podstatě studenokrevnost (přinejmenším u kladů Neosuchia a Metasuchia).

## Charakteristika
Pseudosuchové jsou rozšířenou skupinou plazů žijících od období spodního triasu (asi před 250 miliony let) až do současnosti. Do této skupiny totiž patří i všichni vyhynulí a současní krokodýli. Kromě nich sem spadají také dávno vyhynulé skupiny Phytosauria, Aetosauria a Rauisuchia. Nalezneme zde také velké predátory, jako byl Saurosuchus nebo Postosuchus, kteří plnili úlohu dominantních predátorů ještě před vznikem velkých teropodních dinosaurů.
Na konci období triasu, asi před 201,3 miliony let, vyhynula většina pseudosuchních plazů s výjimkou předků krokodýlů, kteří však tehdy dosahovali jen malých rozměrů (délka do 60 cm). I díky tomuto vyhynutí dřívějších konkurentů se k dominanci na dalších 135 milionů let (do konce křídy) dostali populární dinosauři.

## Historie
Klad Pseudosuchia poprvé formálně definoval německý paleontolog Karl Alfred von Zittel roku 1887. Jejich fosilie byly postupně objeveny na území několika kontinentů.